# الخطوط الجوية الدولية الباكستانية
الخطوط الجوية الدولية الباكستانية (أوردو: |پي آئي اے أو پاكستان انٹرنيشنل ايرلاينز) هي الناقل الوطني في جمهورية باكستان الإسلامية هي أكبر 16 ناقل في اّسيا  ومقرها الرئيسي هو مطار جناح الدولي في كراتشي مع فروع في مطار علامة إقبال الدولي في لاهور ومطار إسلام اّباد الدولي في إسلام أباد.
الخطوط الجوية الباكستانية هي أكبر شركة طيران في باكستان وتدير أسطولًا من أكثر من 30 طائرة. تدير الشركة ما يقرب من 100 رحلة جوية يوميًا، وتخدم 18 وجهة محلية و25 وجهة دولية عبر آسيا وأوروبا والشرق الأوسط وأمريكا الشمالية. والشركة ليست جزءًا من أي تحالف طيران.
تمر الخطوط الجوية اليوم بسحابة من الركود الاقتصادي بالإضافة لركود في الأعمال، الذي يُعزى إلى الفساد وعدم الكفاءة داخل الشركة.

## التاريخ
تعود الخطوط الجوية الدولية الباكستانية بالأصل لخطوط طيران أورينت التي تم إنشاؤها في الثالث والعشرين من تشرين الأول من عام 1946 في كالكوتا.وتم البدء بإنشاء الخطوط الجوية الدولية الباكستانية عندما طلب السيد محمد علي جناح من الصناعي السيد ميرزا أحمد اسباهاني البدء بإنشاء شركة طيران لباكستان.وفي شباط 1947، اشترت الخطوط الجوية أربع طائرات من طراز دوغلاس دي سي-3 من شركة تيمبو تكساس.
وقامت خطوط طيران أورينت في الرابع من حزيران عام 1947 بتسيير أول رحلة لها من كالكوتا إلى أكياب رانجون.ومع انفصال باكستان في آب عام 1947، نقلت الخطوط الجوية قاعدتها إلى كراتشي. وفي وقت لاحق من عام 1955، اتحدت شركة الطيران مع حكومة باكستان لتتحول بذلك إلى شركة طيران حكومية، مع أمل بتوسيعها، الأمر الذي كان صعباً ومستحيلاً حينها.
وكانت الخطوط الجوية الدولية الباكستانية ثمرة هذا الاتحاد فأطلقت أول خدماتها الدولية عام 1955 برحلة من كراتشي نحو لندن مروراً بالقاهرة وروما. كانت هذه الفترة فترة النمو للخطوط الجوية الدولية الباكستانية تحت إدارة السيد ميرزا أحمد أسباهاني والسيد زافر أول احسان، الذين كسبا ما يكفي من الأرباح للإستثمار من خلال شراء خطوط طيران جديدة.
قامت الخطوط الجوية الدولية الباكستانية عام 1956 بتقديم طلبات لشراء طائرات جديدة مثل سوبر كونستل ليشنز وفيسكاونتس لبناء أسطولها من الطائرات. ولكن في عام 1959 شهدت الخطوط الجوية، بقيادة العميد نور خان، نمواً سريعاً وأصبحت إحدى الخطوط الجوية الرائدة في العالم.
في عام 1960، وجّهت أول طائرة بوينغ 707 على الخط الجوي لندن - كراتشي - دكا وتم لاحقاً تسيير رحلة من كراتشي إلى نيويورك عبر المحيط الأطلسي. وكانت الفترة الممتدة من عام 1960-1970 هي فترة ذهبية للخطوط الجوية الدولية الباكستانية حيث سيذرت الشركة أول رحلة لها إلى جمهورية الصين الشعبية في عام 1964، وكانت بذلك أول خطوط جوية من بلد غير شيوعي تقدم خدماتها في بلد شيوعي كجمهورية الصين الشعبية. شهدت السنوات الأخيرة ازدهار الخطوط الجوية الدولية الباكستانية كخطوط جوية دولية تتمتع بالتميز والخدمات الراقية.كما أثبتت حضورها من خلال رعايتها العديد من الألعاب الدولية.

## الوجهات

### اتفاقيات الرمز المشترك
لدى الخطوط الجوية الدولية الباكستانية اتفاقية الرمز المشترك مع الشركات التالية:
- خطوط جنوب الصين الجوية
- الاتحاد للطيران
- الخطوط الجوية الدولية التايلاندية
- الخطوط الجوية التركية

### الاتفاقات المشتركة
لدى الخطوط الجوية الدولية الباكستانية اتفاقات مشتركة مع الشركات التالية:
- طيران كندا
- طيران الصين
- الخطوط الجوية الفرنسية
- خطوط كل اليابان الجوية
- ماليندو للطيران
- الخطوط الجوية الماليزية
- الخطوط الجوية الإسكندنافية
- الخطوط الجوية السريلانكية
- الخطوط الجوية الدولية السويسرية
- ويست جت إيرلاينز  [لغات أخرى]‏

### اتفاقيات الشحن
لدى الخطوط الجوية الدولية الباكستانية اتفاقيات شحن مع الشركات التالية:

- طيران كندا
- طيران الصين
- الخطوط الجوية الأمريكية
- الخطوط الجوية البريطانية
- خطوط دلتا الجوية
- مصر للطيران
- طيران الإمارات
- طيران الخليج
- الخطوط الجوية الكينية
- كوريا للطيران
- الخطوط الجوية الماليزية
- الخطوط الجوية الفلبينية
- كانتاس
- الخطوط السعودية
- الخطوط الجوية السريلانكية
- الخطوط الجوية الدولية التايلاندية
- الخطوط الجوية التركية
- الخطوط الجوية المتحدة

## الأسطول

### الأسطول الحالي

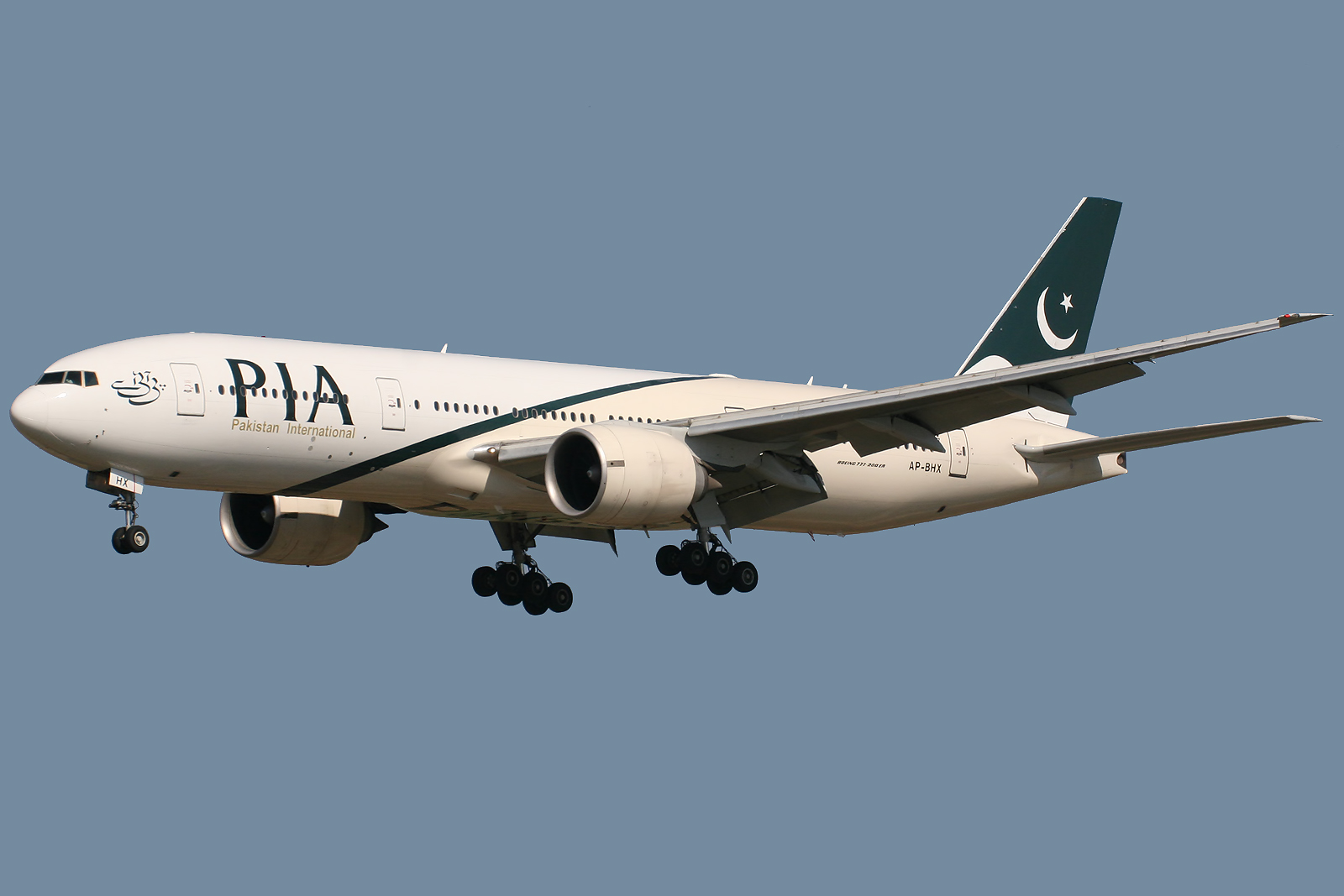
طاشرة بوينغ 777 تابعة للخطوط الجوية الباكستانية

اعتبارًا من أغسطس 2022 يتكون أسطول الخطوط الجوية الباكستانية الدولية من الطائرات التالية:
| الطائرة             | في الخدمة | مطلوبة | الركاب       | الركاب            | الركاب   | الركاب  | ملاحظات                                                 |
| الطائرة             | في الخدمة | مطلوبة | رجال الأعمال | السياحية المتميزة | السياحية | المجموع | ملاحظات                                                 |
| ------------------- | --------- | ------ | ------------ | ----------------- | -------- | ------- | ------------------------------------------------------- |
| إيرباص إيه 320      | 14        |        | —            | 8                 | 161      | 169     | منها 5 طائرات سيتم تجديدها.                             |
| إيرباص إيه 320      | 14        | 162    | —            | 8                 | 170      |         | منها 5 طائرات سيتم تجديدها.                             |
| بوينغ 777-200 إي أر | 10        | —      | 35           | —                 | 294      | 329     | سيتم سحبها في 2024، وستزال درجة الأعمال من ثلاث طائرات. |
| بوينغ 777-200 إي أر | 10        | —      | 25           | —                 | 294      | 319     | سيتم سحبها في 2024، وستزال درجة الأعمال من ثلاث طائرات. |
| بوينغ 777           | 4         | —      | 35           | —                 | 275      | 310     | سيتم سحبها في 2024.                                     |
| بوينغ 777           | 4         | —      | 35           | —                 | 358      | 393     | سيتم سحبها في 2024، وستزال درجة الأعمال من طائراتين.    |
| إيه تي آر 42        | 2         | —      | —            | —                 | 48       | 48      |                                                         |
| إيه تي آر 72        | 2         | —      | —            | —                 | 70       | 70      | مخزنة.                                                  |
| المجموع             | 40        |        |              |                   |          |         |                                                         |

### الأسطول التاريخي

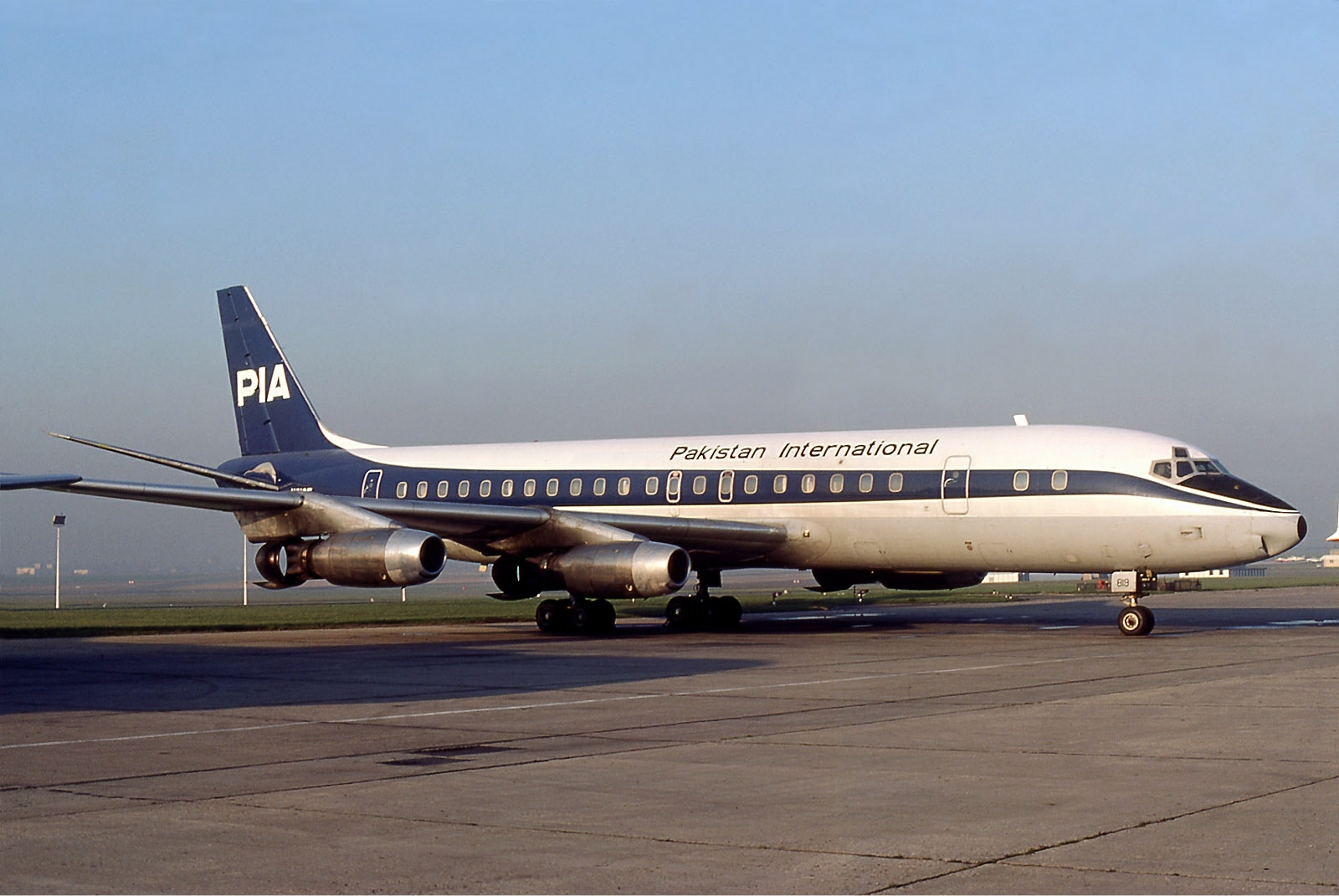
طائرة دوغلاس دي سي-8 في 1977–1978

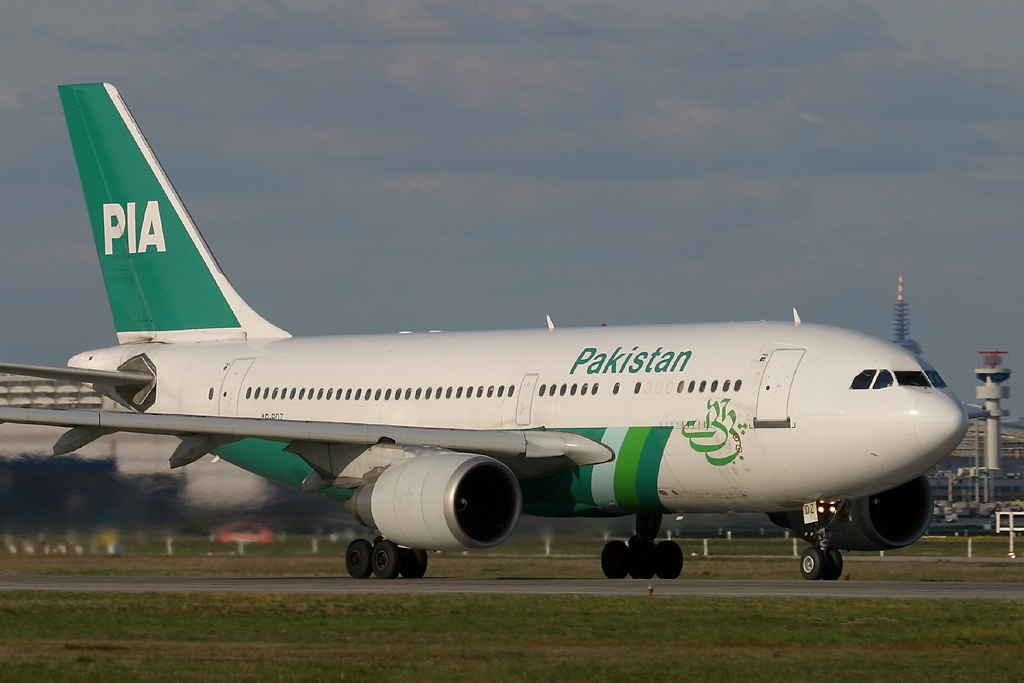
طائرة إيرباص إيه 310 تهبط في مطار فرانكفورت، ألمانيا 25 أبريل 2004

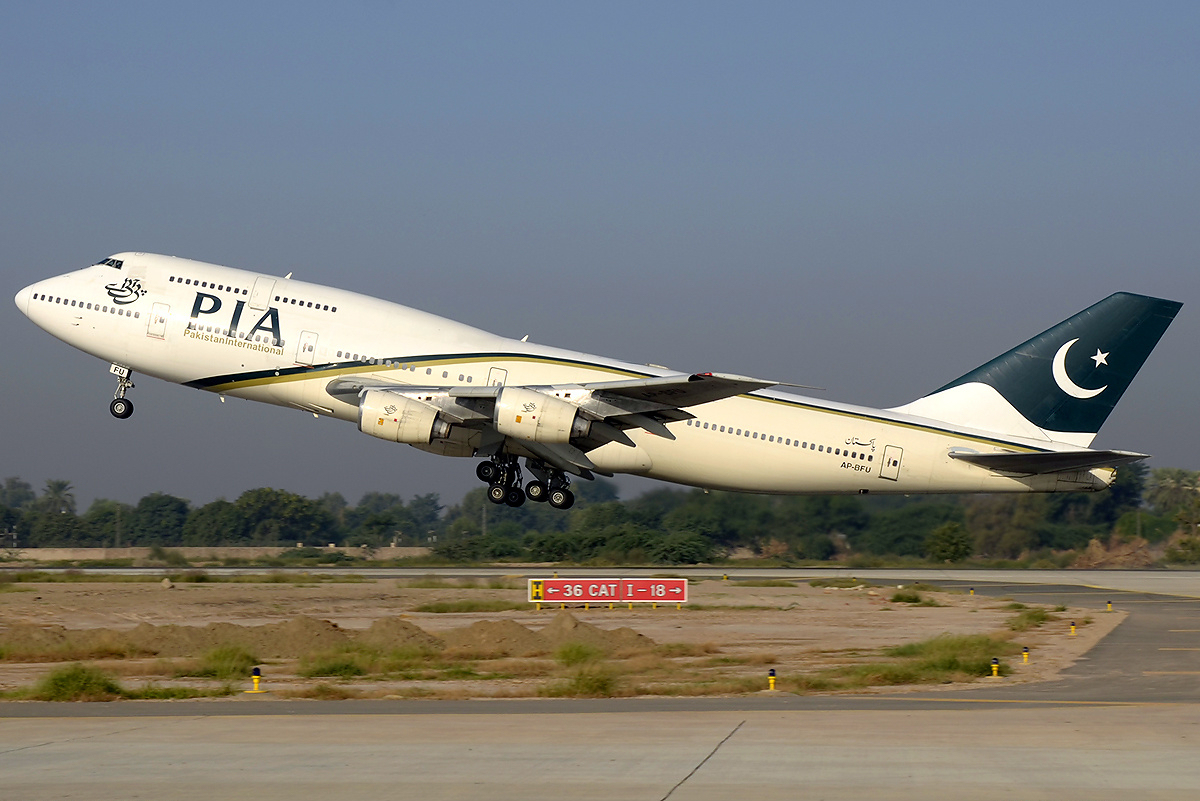
طائرة بوينغ 747 تقلع من مطار ملتان الدولي في 28 أكتوبر 2010

| الطائرة                                | المجموع | أدخلت | سحبت | ملاحظات |
| -------------------------------------- | ------- | ----- | ---- | --- |
| إيرباص إيه 300                         | 11      | 1980  | 2005 | تحطمت في حادثة الخطوط الجوية الدولية الباكستانية الرحلة 268.                                                           |
| إيرباص إيه 310                         | 12      | 1991  | 2016 | |
| إيرباص إيه 321                         | 2       | 2006  | 2007 | |
| إيرباص إيه 330                         | 1       | 2016  | 2017 | |
| إيه تي آر 72                           | 2       | 2015  | 2020 | |
| بوينغ 707                              | 13      | 1960  | 1999 | تحطمت في حادثة الخطوط الجوية الدولية الباكستانية الرحلة 740.                                                           |
| بوينغ 720                              | 9       | 1962  | 1986 | تحطمت في حادثة الخطوط الجوية الدولية الباكستانية الرحلة 705.                                                           |
| بوينغ 737 كلاسيك                       | 8       | 1985  | 2014 | |
| بوينغ 737 كلاسيك                       | 2       | 2004  | 2005 | |
| بوينغ 737 الجيل القادم                 | 4       | 2014  | 2015 | |
| بوينغ 747                              | 6       | 1976  | 2005 | |
| بوينغ 747-200                          | 2       | 1979  | 2011 | |
| بوينغ 747                              | 6       | 1999  | 2015 | شريت كاثي باسيفيك |
| كونفير سي في -240                      | 4       | 1947  | 1959 | |
| دي هافيلاند كندا دي إتش سي 6 توين أوتر | 8       | 1970  | 2001 | |
| دوغلاس دي سي-3                         | 15      | 1947  | 1967 | |
| دوغلاس دي سي-8                         | 1       | 1977  | 1978 | |
| دوغلاس دي سي-8                         | 1       | 1977  | 1978 | |
| فوكر إف27 فريند شيب                    | 24      | 1961  | 2006 | تحطمت أحدها في الخطوط الجوية الباكستانية الدولية الرحلة 404. والثانية في الخطوط الجوية الباكستانية الدولية الرحلة 688. |
| فوكر إف27 فريند شيب                    | 1       | 1961  | 2003 | |
| فوكر إف27 فريند شيب                    | 5       | 1966  | 1986 | |
| هيلر او إتش-12                         | 1       | 1963  | 1971 | |
| هوكر سايدلي ترايدنت                    | 4       | 1966  | 1970 | |
| لوكهيد إل-100 هيركوليز                 | 2       | 1966  | 1966 | |
| لوكهيد إل-1049 سوبر كونستليشن          | 3       | 1954  | 1969 | |
| لوكهيد إل-1049 سوبر كونستليشن          | 2       | 1958  | 1969 | |
| ماكدونل دوغلاس دي سي-10                | 5       | 1974  | 1986 | |
| ميل مي-8                               | 1       | 1995  | 1997 | |
| سيكورسكي إس-61                         | 4       | 1963  | 1967 | |
| توبوليف تو 154                         | 4       | 1996  | 1997 | |
| فيكرز فيسكونت                          | 5       | 1956  | 1966 | |